# Psychiatria

Obrazowanie rezonansu magnetycznego ludzkiego mózgu. Wiele zaburzeń psychicznych ma swoje źródło w nieprawidłowym działaniu układu nerwowego.

Psychiatria – jedna z podstawowych specjalizacji medycznych, zajmująca się badaniem, zapobieganiem i leczeniem zaburzeń i chorób psychicznych. Bada ich uwarunkowania biologiczne, psychologiczne, rodzinno-genetyczne, społeczne, konstytucjonalne.
Według definicji UEMS psychiatria jest gałęzią medycyny zajmującą się badaniem i stosowaniem biopsychospołecznych zasad w etiologii, ocenie, rozpoznaniu, leczeniu, rehabilitacji i zapobieganiu umysłowym, emocjonalnym i behawioralnym zaburzeniom występującym samodzielnie lub wspólnie z innymi zaburzeniami medycznymi w ciągu całego życia człowieka.
Metody diagnozowania psychiatrycznego są zróżnicowane, istnieją jednak oficjalne kryteria diagnostyczne tworzone w środowisku naukowym: klasyfikacja DSM obecnie w wersji obowiązującej DSM-5 Amerykańskiego Towarzystwa Psychiatrycznego oraz Międzynarodowa Klasyfikacja Chorób – obecnie ICD-10 Światowej Organizacji Zdrowia. Leczenie psychiatryczne obejmuje farmakoterapię, psychoterapię oraz inne metody biologiczne (terapię elektrowstrząsową oraz psychochirurgię). Leczenie może odbywać się zarówno w szpitalu, jak i na zasadzie cyklicznych wizyt u specjalisty w odpowiednich poradniach (Poradnia Zdrowia Psychicznego, Poradnia Leczenia Nerwic, Poradnia Leczenia Uzależnień, Poradnia Psychiatrii Dzieci i Młodzieży itd.) lub w formie leczenia środowiskowego – czyli leczenia pacjenta w jego środowisku domowym. W pewnych przypadkach regulowanych przez prawo do podjęcia leczenia nie jest wymagana zgoda pacjenta.
Psychiatria różni się od psychologii faktem, iż jest ona nauką medyczną, psychologia zaś według podziału klasycznego jest subdyscypliną filozoficzną, która obecnie wyrosła na samodzielną naukę społeczną. Obie nauki są interdyscyplinarne i posiadają zróżnicowane podejścia, zawierające swoiste podstawy teoretyczne.
Początki naukowej psychiatrii przypadają na wiek XVIII, kiedy uporządkowano i uszczegółowiono podstawy teoretyczne nauki i zaczęto przywiązywać większą wagę do humanitarnych warunków leczenia. W wieku XX psychiatria stała się w pełni rozwiniętą, regularną nauką znającą biologiczne mechanizmy problemów zdrowotnych, posiadającą rozbudowane zaplecze teoretyczne, klasyfikacje chorób i szeroką wiedzę na temat sposobów ich leczenia.

## Teoria i centralne punkty

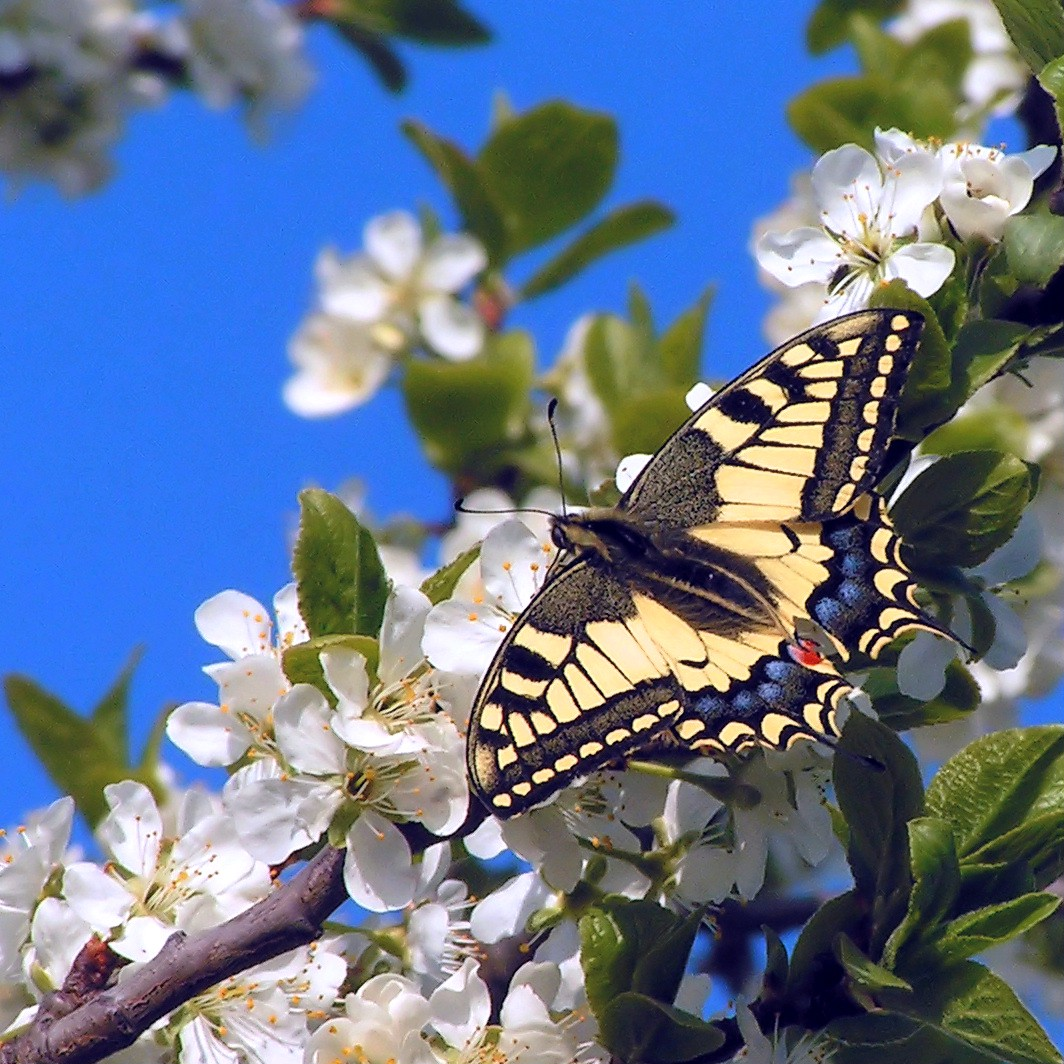
Psyche to greckie słowo oznaczające duszę lub motyla.

Termin „psychiatria” (ψυχιατρική), stworzony w 1808 r. przez Johanna Christiana Reila, pochodzi z greckiego psychē (ψυχή) – dusza, umysł, tchnienie życia oraz iatrós (ιατρός) – lekarz, uzdrowiciel. Oznacza dział medycyny, koncentrujący swą uwagę na psychice, którego celem jest badanie, zapobieganie i leczenie zaburzeń psychicznych.
Obecnie w psychiatrii dostrzega się potrzebę zrównoważonego podejścia do problemów zdrowotnych, uwzględniając zarówno aspekty biologiczne, jak i posiadające naturę psychologiczną. Z tego powodu uważa się, że psychiatra powinien być zaznajomiony nie tylko z naukami biologicznymi, w tym neurologią, ale także naukami społecznymi (psychologia). W obszar zainteresowania dyscypliny włącza się zarówno subiektywne doświadczenia i stany psychiczne pacjenta, jak i obiektywną wiedzę na temat fizjologii człowieka. Psychiatria dzieli zaburzenia psychiczne na trzy ogólne kategorie: choroby psychiczne, zaburzenia uczenia się i zaburzenie osobowości. Na przestrzeni wieków procedura diagnozy i leczenia zmieniała się. Pod koniec XX w. psychiatria stała się mniej odizolowana od reszty nauk medycznych i biologicznych, tworząc zintegrowaną całość.

### Zakres nauki
Chociaż psychiatra posługuje się badaniami z zakresu neuronauki, psychologii, medycyny, biologii, biochemii i farmakologii, uznaje się, iż stanowi ona naukę pośrednią między psychologią a neurologią. Inaczej niż inni lekarze i neurologowie, psychiatrzy specjalizują się w utrzymaniu stałej relacji z pacjentem i są wykwalifikowani w używaniu psychoterapii i innych terapeutycznych technik komunikacyjnych. Psychiatrzy różnią się od psychologów faktem, że ich edukacja bazuje na medycynie, posiadają także tytuł lekarza. To sprawia, że – w przeciwieństwie do psychologów – mogą oni dawać porady medyczne, przepisywać leki, zlecać testy i przeprowadzać badania medyczne. A mając pełnoprawne wykształcenie ogólnomedyczne, są dla swoich pacjentów często podstawowym kontaktem w sprawach zdrowia pozapsychiatrycznego.

### Etyka
Etycy skupieni wokół Światowego Towarzystwa Psychiatrycznego (WPA) stworzyli kodeks etyczny regulujący działania psychiatrów. Jego pierwsze wydanie miało miejsce w roku 1977, został on następnie rozszerzony w 1983 i 1996 r. Dalsze zmiany wprowadzono w 1999 r. Kodeks etyczny Światowego Towarzystwa Psychiatrycznego dotyczy takich kwestii jak: ocena zdrowia pacjenta, stosowanie aktualnej wiedzy medycznej, godność pacjentów, poufność informacji o stanie zdrowia, etyka badań, eutanazja, transplantacja organów, tortury, kara śmierci, etniczna i kulturowa dyskryminacja. Kodeks etyczny stanowi odpowiedź środowiska na kontrowersje związane z praktyką psychiatryczną.

## Specjalności, działy i podejścia w psychiatrii
Wyróżnia się różne specjalności, dyscypliny szczegółowe, działy i podejścia związane z psychiatrią:
- psychiatria dorosłych – dział psychiatrii koncentrujący się leczeniu zaburzeń psychicznych występujących u osób dorosłych, które zakończyły tzw. okres rozwojowy (za umowną granicę wieku pacjentów, którymi zajmuje się psychiatria dorosłych, przyjmuje się ukończenie 18. roku życia); w Polsce psychiatria dorosłych jest jedną z dwóch psychiatrycznych podstawowych specjalizacji lekarskich obok wymienionej poniżej psychiatrii dzieci i młodzieży, szkolenie specjalizacyjne lekarza w zakresie psychiatrii dorosłych według aktualnego programu specjalizacji medycznych trwa 5 lat[19],
- psychiatria dzieci i młodzieży – dział psychiatrii koncentrujący się na leczeniu osób w tzw. okresie rozwojowym, tj. dzieci i młodzieży (umowną granicą wieku dla kompetencji psychiatrii dzieci i młodzieży jest ukończenie przez pacjenta 18. roku życia); często w leczenie to włączani są członkowie rodzin i bliscy pacjentów; w Polsce psychiatria dzieci i młodzieży jest jedną z tzw. podstawowych specjalizacji lekarskich; szkolenie specjalizacyjne lekarza w zakresie psychiatrii dzieci i młodzieży według aktualnego programu specjalizacji medycznych trwa 5 lat (zalecanym, ale nieobowiązkowym uzupełnieniem obu ww. specjalizacji psychiatrycznych jest szkolenie z zakresu psychoterapii trwające zwykle 4 lata[20]),
- psychogeriatria (gerontopsychiatria) – dział psychiatrii koncentrujący się na leczeniu zaburzeń psychicznych występujących u osób w wieku podeszłym,
- psychiatria społeczna – dział psychiatrii zajmujący badaniem wpływu otoczenia społecznego na zdrowie psychiczne oraz społecznymi uwarunkowaniami zaburzeń psychicznych (socjogenezą), jak również możliwościami zastosowania oddziaływań społecznych w leczeniu (socjoterapia),
- psychiatria kulturowa (pojęcia pokrewne: psychiatria międzykulturowa lub psychiatria transkulturowa) – dział psychiatrii zajmujący badaniem wpływu czynników kulturowych na zdrowie psychiczne, kulturowymi uwarunkowaniami zaburzeń psychicznych oraz różnicami, jakie obserwuje się w zakresie zaburzeń psychicznych, pomiędzy pacjentami należącymi do różnych kultur, a także zróżnicowaniem w kwestii tego, co postrzegane jest z perspektywy poszczególnych kultur jako norma zdrowia psychicznego, a co jako patologia,
- psychiatria sądowa – dział psychiatrii koncentrujący na kwestiach związanych ze zdrowiem psychicznym i jego zaburzeniami, które mają istotne znaczenie w sądownictwie, np.: ocenie poczytalności, zdolności do odbywania kary, zdolności do uczestnictwa w postępowaniu sądowym osób podejrzanych lub oskarżonych, ocenie zdolność do kierowania swoim postępowaniem, a także zdolności do świadomego i swobodnego wyrażania woli,
- psychiatria wojskowa – dział psychiatrii koncentrujący się na leczeniu zaburzeń psychicznych występujących u osób uczestniczących działaniach wojennych,
- psychiatria humanistyczna – rodzaj podejścia do leczenia psychiatrycznego, w którym akcentowana jest potrzeba sięgnięcia poza ściśle biologiczne tradycje ujmowania uwarunkowań niektórych zaburzeń psychicznych i metody ich leczenia, w którym uwydatnia się znaczenie oddziaływań psychoterapeutycznych,
- psychiatria biologiczna – rodzaj podejścia do leczenia psychiatrycznego, które jest skoncentrowane na tzw. metodach biologicznych, zwłaszcza skuteczności psychofarmakoterapii,
- psychiatria środowiskowa (ang. community psychiatry) – podejście do leczenia psychiatrycznego, w ramach którego dąży się do ograniczania leczenia zaburzeń psychicznych w warunkach szpitalnych, czyli tzw. „deinstytucjonalizacji” lecznictwa psychiatrycznego na rzecz leczenia psychiatrycznego opierającego się na lokalnych, mniejszych ośrodkach pomocy medycznej i prowadzonego w środowisku, w którym na co dzień funkcjonują pacjenci, czego celem jest podtrzymanie zdolności pacjentów do pełnienia ról społecznych właściwych osobom zdrowym m.in. w zakresie społecznym, rodzinnym i zawodowym; w aspekcie psychoterapeutycznym psychiatria środowiskowa opiera się przede wszystkim na podejściu systemowym,
- neuropsychiatria – niejednoznaczny termin odzwierciedlający zachodzenie na siebie obszarów zainteresowań obecnej psychiatrii i neurologii, które do 1950 roku stanowiły jedna specjalność lekarską; aktualnie mianem neuropsychiatrii najczęściej określa się dział medycyny, który skupia się na badaniu neurologicznego podłoża zaburzeń psychicznych[21].

## Historia psychiatrii

### Czasy starożytne
Najstarszym zabytkiem piśmienniczym medycyny greckiej dotyczącym m.in. zaburzeń psychicznych jest Corpus Hippocraticum powstałe około 440–350 r. p.n.e. tradycyjnie przypisywane Hippokratesowi, zaś w istocie stanowiące zbiór traktatów autorstwa różnych lekarzy pochodzących z dwóch ośrodków: szkoły w Kos i szkoły w Knidos. W tej drugiej narodziła się koncepcja humoralna tłumacząca powstawanie chorób, w tym też psychicznych. Zakładała ona, że równowaga płynów ustrojowych w organizmie warunkuje stan zdrowia, zaś zakłócenie owej równowagi jest przyczyną chorób. Wyróżniano cztery płyny organizmu (cztery humory) oraz odpowiadające przewadze każdego z nich cztery typy konstytucjonalne: żółć jasna (typ choleryczny), krew (typ sangwiniczny), śluz (typ flegmatyczny) i żółć ciemna (typ melancholiczny). Teoria humoralna była następnie rozwijana przez szkołę w Kos, do której należał Hippokrates. Przyjmowano przykładowo, że nagromadzenie się w mózgu śluzu oraz jego nadmierne rozgrzanie, ochłodzenie lub jego nadmierna wilgotność odpowiadają za występowanie objawów zaburzeń psychicznych takich, jak urojenia, omamy, smutek, lęk czy też koszmary. W przekonaniach tych wybrzmiewał istotny dla rozwoju wiedzy o chorobach psychicznych pogląd Alkmaiona z Krety (przełom VI–V w. p.n.e.), który jako pierwszy przypisał mózgowi funkcje kierownicze w ciele i uznał mózg za siedlisko duszy rozumnej, które połączone jest kanałami ze zmysłami. Teoria humoralna cieszyła się uznaniem w kolejnych wiekach. W czasach rzymskich była rozwijana przez takich lekarzy, jak Galen z Pergamonu. W średniowieczu rozwinięto ją przypisując każdemu z czterech typów konstytucjonalnych nie tylko cechy somatyczne, ale również psychiczne.
W czasach Cesarstwa Rzymskiego kontynuatorami świeckiej sztuki leczenia był Asklepiades (II/I w. p.n.e.), uważany za założyciela szkoły metodyków. Metodycy akcentowali znaczenie opracowywania skutecznych metod leczenia w kontraście do rozwijania koncepcji teoretycznych, które ich zdaniem jedynie odwracały uwagę od spraw praktycznych. Jednocześnie odrzucali oni teorię humoralną na rzecz poglądu, że więzi pomiędzy ciałami stałymi odpowiadają za morfologiczną jedność organizmu. Cechowało ich także szerokie stosowanie fizykoterapii. Znanym pisarzem i encyklopedystą, choć nie lekarzem, był Aulus Cornelius Celsus (53 r. p.n.e.–7 r. n.e.), który w swoich pismach propagował m.in. drastyczne metody postępowania wobec osób chorych psychicznie takie, jak głodzenie, krępowanie, przetrzymywanie w ciemnych pomieszczeniach, wywoływanie w nich przestrachu, przerażenia, a nawet bicie i chłosta. Ich celem było według autora „zmuszenia chorych do opamiętania”. Część medyczna encyklopedii Celsusa zachowała się do czasów współczesnych, a zaproponowane przez niego metody wywarły niekorzystny wpływ na kształtowanie się sposobów postępowania z chorymi psychicznie w kolejnych wiekach. Drugą istotną z rzymskich szkół medycznych była szkoła pneumatyków. Według ich poglądów substancją uczestniczącą w podtrzymujących życie przemianach, pełniącą funkcję duszy i odpowiedzialną za zjawiska psychiczne była pneuma (pojęcie to różnych znaczeniach pojawiało się wcześniej m.in. pismach filozofów i w Corpus Hippocraticum). Wśród lekarzy rzymskich na szczególną uwagę bez wątpienia zasługuje Galen z Pergamonu (ok. 130–200 r. n.e.), przedstawiciel szkoły pneumatyków, twórca Corpus Galenicum. Jego poglądy wywierały silny wpływ na medycynę przez kolejne kilkanaście stuleci, aż po XVI i XVII wiek. Łącząc teorie Arystotelesa i Platona, Galen opisał stanowiące jedność duszę i ciało jako hierarchiczne struktury: a) najniższe miejsce zajmowała dusza pożądliwa związana z wątrobą; b) pośrednie – dusza pobudliwa, w której powstają afekty, a która wiąże się z sercem; c) kierownicze miejsce zajmowała dusza rozumna związana z mózgiem i działająca poprzez układ nerwowy. Według Galena, stan zdrowia to stan harmonii, tj. właściwych proporcji pomiędzy wymienionymi trzema strukturami, czy też instancjami duszy. Z kolei mózg uznawany był przez Galena za siedlisko duszy, zaś pneuma za jej narzędzie. Znane było Galenowi leczenie przez filozofów niedomagań duszy za pomocą „narzędzi rozumu”, co pozostawało poza kręgiem zainteresowań starożytnych lekarzy, jakkolwiek stanowiło pod pewnymi względami odpowiednik dzisiejszych metod psychoterapeutycznych.

### Kraje muzułmańskie

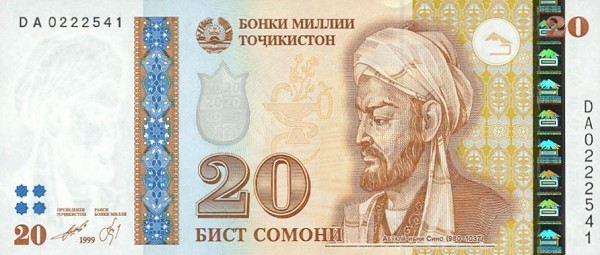
Portret Awicenny – wybitnego perskiego lekarza – na tadżykistańskim banknocie.

Pierwsze ośrodki, których misją było leczenie zaburzeń psychicznych i które można uznać za prototypy szpitali psychiatrycznych, powstały w świecie arabskim, w VIII lub IX wieku. W powstałym w 874 r. szpitalu w Al.-Qata (obecnie dzielnica Kairu) wobec chorych psychicznie stosowano m.in. muzykoterapię. Według części autorów, podobne ośrodki został zbudowany w Bagdadzie już w 705 r., a następnie również w Fezie. Zasługą lekarzy muzułmańskich było nie tylko zaadaptowanie dorobku lekarzy starożytnych, zwłaszcza Galena, lecz także istotne wzbogacenie go o liczne i wnikliwe obserwacje kliniczne. Szczególne zasługi na tym polu miał Razes (pers. Abu Bakr Muhammad ibn Zakarijja ar-Razi, 865–925), autor popularnego dzieła Pełne studium medycyny (Kitab al-hawi fi at-tibb). Zaproponował on fizjologiczne wyjaśnienia zaburzeń psychicznych w kombinacji z psychologicznymi metodami terapeutycznymi. Jemu współczesny badacz, arabski lekarz Najab ud-din Muhammad dostarczył szczegółowych opisów wielu zaburzeń psychicznych, tj. depresja, nerwica, priapizm, niemoc seksualna (arab. Nafkhae Malikholia), psychoza (ar. Kutrib) czy stan manii (ar. Dual-Kulb). 'Ali Ibn Sahl Rabban al-Tabari (838-870), autor pierwszej arabskiej encyklopedii medycznej, doceniwszy wagę wsparcia psychicznego dla osób chorych jako pierwszy wprowadził pojęcie psychoterapii (arab. al-‘ilaj al-nafs). W XI w. perski lekarz i filozof, Awicenna (pers. Abū ʿAlī al-Ḥusayn ibn ʿAbd Allāh ibn Al-Hasan ibn Ali ibn Sīnā, 980-1037), stosował leczenie bazujące na przekonaniu o fizjologicznych źródłach psychopatologii. Stworzył koncepcję relacji między pulsem a uczuciami wewnętrznymi. Awicenna był także wczesnym prekursorem neuropsychiatrii, jako pierwszy opisał różne zaburzenia psychiczne: halucynacje, bezsenność, koszmary nocne, melancholię, demencję, epilepsję, paraliż itp..

### Średniowieczna Europa
Średniowieczna Europa uzyskała dostęp do starożytnych dzieł literatury medycznej za pośrednictwem pisarzy islamskich. Przekład na język łaciński wiedzy lekarzy starożytnych wzbogacony o dorobek medycyny islamskiej nastąpił w XI w. we Włoszech, w XII w. w Hiszpanii i był kontynuowany w XIII w. W środowiskach akademickich dzieła starożytne zyskały status dogmatów. Dużą popularnością wśród lekarzy zachodnioeuropejskich cieszył się Kanon medycyny autorstwa Awicenny. Popularyzacji poglądów dualistycznych towarzyszyło przekonanie, że zaburzenia psychiczne są chorobami duszy. Jednocześnie medycyna znajdowała się pod istotnym wpływem popularnej w średniowieczu astrologii. W następstwie dominacji dualizmu, poglądów wyrażających pogardę dla życia ziemskiego oraz uprzedzeń wobec budzących lęk i niezrozumiałych zachowań chorych psychicznie, traktowanie tej grupy pacjentów stało się opresyjne. Nierzadko uciekano się do drastycznych metod proponowanych przez Celsusa. Chorzy psychicznie byli marginalizowani, a ich status społeczny bliski był statusowi złoczyńców i przestępców. Postrzeganie ich, jako opętanych, bądź posądzanie o czary narażało chorych na wykluczenie społeczne, stygmatyzację i prześladowania.
Osobiste doświadczenie przez św. Jana Bożego (1495–1550) losu osoby chorej psychicznie, zamkniętej w szpitalu, jak również bycie świadkiem nieludzkich sposobów postępowania ze współpacjentami, dało początek jego planom założenia własnego szpitala, w którym chorzy byliby godnie traktowani i przyczyniło się do powstania rzymskokatolickiego zakonu szpitalnego Bonifratrów w 1540 r. w Hiszpanii, którego jedną z głównych misji jest opieka nad chorymi psychicznie.
Obiekty przeznaczone dla osób dotkniętych zaburzeniami psychicznymi tworzone były w Europie od XIII w., jednak pełniły jedynie rolę instytucji opiekuńczych, nie zapewniając żadnych form terapii. Założony w XIII w. w Londynie Bethlem Royal Hospital należy do jednych z pierwszych szpitali psychiatrycznych jakie pojawiły się w Europie – był prowadzony aż do 1948 r.
Legenda o męczeńskiej śmierci księżniczki pochowanej w Geel w Antwerpii i cudownych uzdrowieniach chorych psychicznie pielgrzymujących do miejsca jej pochówku dały początek zwyczajowi opieki rodzinnej nad chorymi psychicznie. Lokalni mieszkańcy, słynący z przyjaznej postawy wobec chorych psychicznie, trudnili się, poza obsługą pielgrzymów, również przyjmowaniem pod opiekę swoich rodzin osób cierpiących na zaburzenia psychiczne, tym samym zapewniając im lepsze warunki bytowania niż azyle czy szpitale.
W świetle badań mediewistów, chorymi psychicznie często opiekowano się w nadziei na ich wyleczenie i próbowano różnych metod terapii, uwalniano od odpowiedzialności karnej jako niepoczytalnych, a przede wszystkim – zdawano sobie sprawę z chorobowego, a nie metafizycznego podłoża ich nietypowych zachowań. Wyróżniano trzy grupy chorób psychicznych: szał, manię i melancholię, będące jakoby efektem nadmiaru określonych humorów.

### Wczesna nowożytność

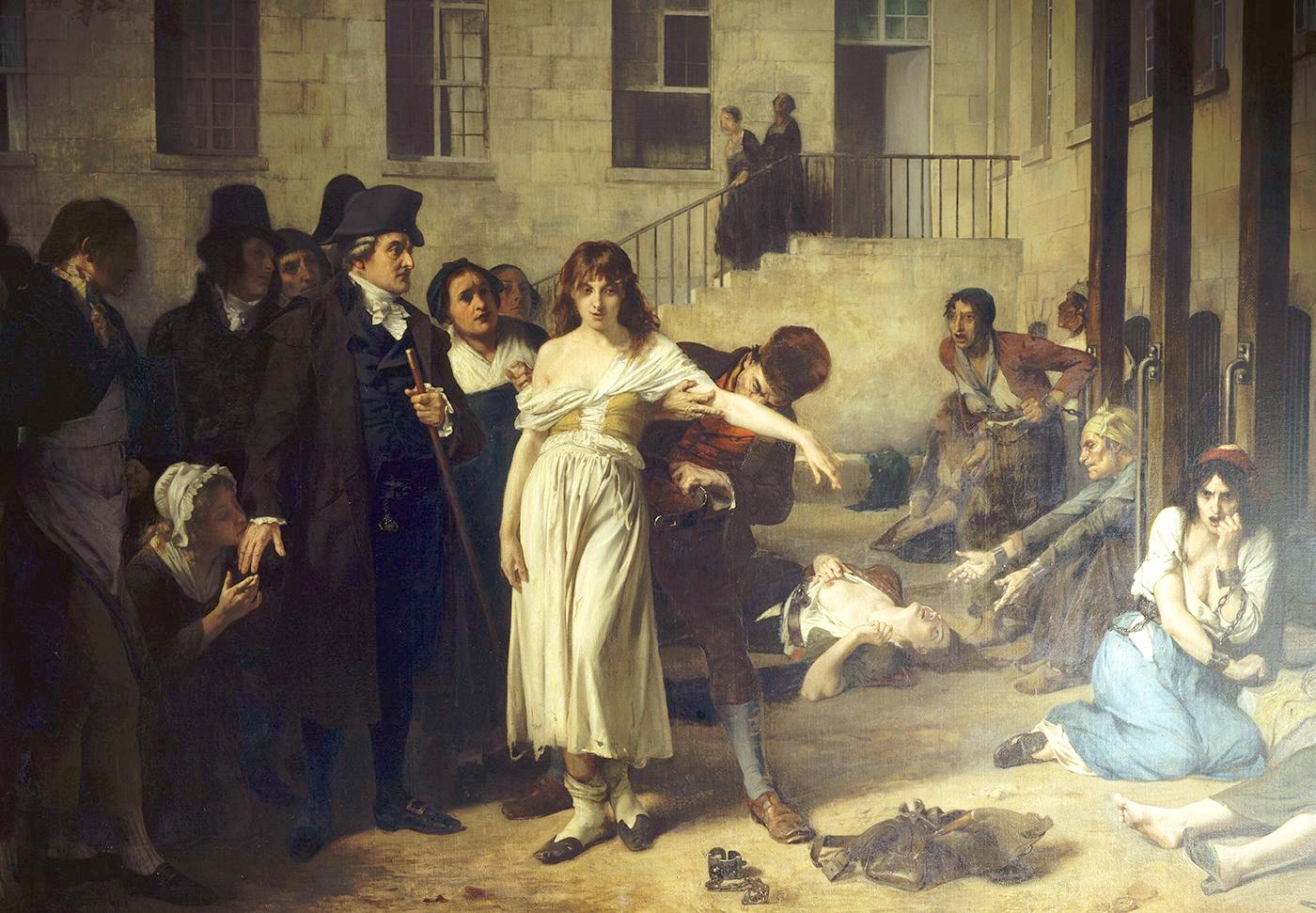
Obraz przedstawiający Philippe’a Pinela w paryskim azylu Salpêtrière, gdzie nakazuje, aby uwolniono z łańcuchów chorą kobietę. Autor Tony Robert-Fleury, 1795.

W 1656, Ludwik XIV stworzył publiczny system opieki nad osobami dotkniętymi zaburzeniami psychicznymi, jednak miał on jedynie na celu zapewnienie cierpiącym dachu nad głową i odseparowanie ich od społeczeństwa, nie oferując żadnego leczenia. W 1758 angielski lekarz William Battie napisał „Traktat o szaleństwie”, w którym wzywał do wprowadzenia leczenia w tego typu placówkach. Trzydzieści lat później, król Anglii Jerzy III zapadł na chorobę psychiczną. Po poprawie jego stanu w 1789, zaczęto uważać, że zaburzenia psychiczne nie są nieuniknione i mogą podlegać skutecznej terapii.
W 1792 francuski uczony, Philippe Pinel, uważany za ojca nowoczesnej psychiatrii wprowadził humanitarne metody leczenia zaburzeń psychicznych, uwalniając dotkniętych nimi z kajdan i konieczności znoszenia okrutnych praktyk „leczniczych”. William Tuke wprowadził te metody na angielski grunt otwierając The Retreat, pierwszą w Anglii placówkę leczniczą dla osób chorych psychicznie, stosującą nowoczesne metody terapii. W krótkim czasie instytucja ta stała się wzorem w świecie humanitarnej psychiatrii.

### XIX wiek

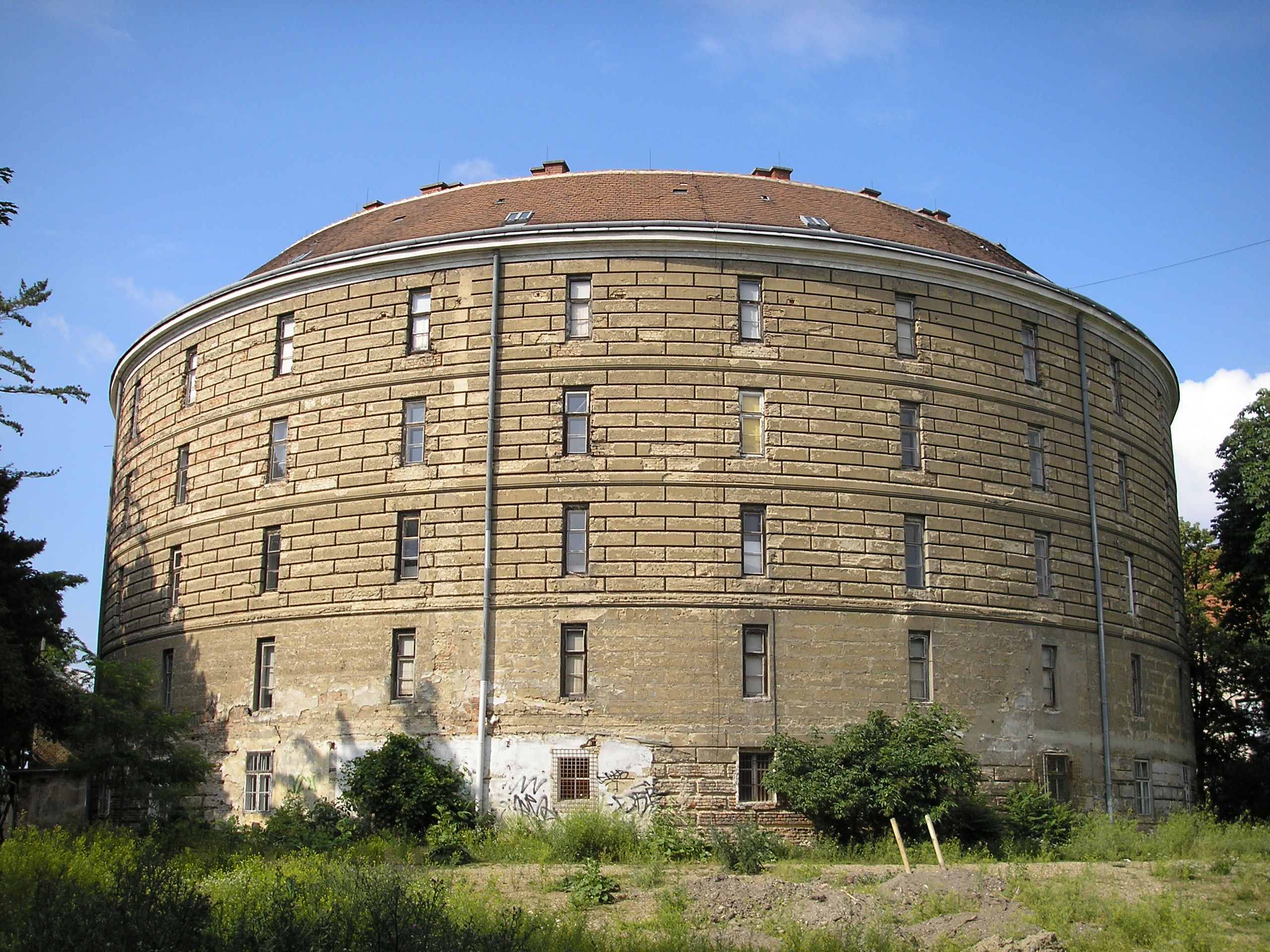
Narrenturm (Wieża głupców) – wybudowany w Wiedniu w 1784 roku, najstarszy w kontynentalnej części Europy budynek przeznaczony dla chorych psychicznie.

Na przełomie XVIII i XIX w. zachodnia Europa posiadała tylko kilkaset podopiecznych w azylach dla „szaleńców”. Jednak już na początku XIX wieku liczba ta wzrosła do setek tysięcy. W USA do 1904 r. żyło 150 tysięcy pacjentów szpitali psychiatrycznych.
W krajach niemieckojęzycznych istniało ponad 400 publicznych i prywatnych placówek zajmujących się opieką nad osobami dotkniętymi zaburzeniami psychicznymi. W niemieckim systemie opieki nad chorymi często ważną rolę odgrywały także uniwersytety, które kształciły nowe pokolenia kompetentnych specjalistów. XIX-wieczne Niemcy stały się światowym liderem w psychiatrii. W kraju istniało ponad 20 uniwersytetów rywalizujących ze sobą w podnoszeniu standardów terapeutycznych i rozwijaniu wiedzy medycznej. Niemcy nie miały jednak centralnego systemu zarządzania placówkami z powodu decentralizacji władzy. Podobna sytuacja była także w Wielkiej Brytanii, co przyczyniło się do niskiego poziomu rozpowszechniania nowych idei, zamkniętych w ścisłych uniwersyteckich enklawach.
W USA, w 1834 r. Anna Marsh wdowa po lekarzu, ufundowała Brattleboro Retreat – pierwszy w kraju stabilny finansowo prywatny ośrodek opieki dla osób chorych psychicznie, co zapoczątkowało działalność prywatnych instytucji rywalizujących z państwowymi o pacjentów, fundusze i wpływy.
W 1838 r. Francja wprowadziła prawo regulujące przyjmowanie do placówek i ich funkcjonowanie. Do 1940 r. tego typu instytucje istniały już w całej Europie i Ameryce. Jednocześnie ilość pacjentów rosła w postępie geometrycznym, co powodowało przeludnienie placówek. We Francji było dwa razy więcej pacjentów niż miejsc. Jedną z głównych przyczyn tak gwałtownego wzrostu jest fakt, że pacjenci przebywali dotychczas w domach lub rozmaitych ośrodkach, które nie oferowały żadnego leczenia.

### XX wiek

Otto Loewi przyczynił się do odkrycia neurotransmitera – acetylocholiny.

W trakcie XX wieku w niektórych krajach doszło do upolitycznienia psychiatrii. Naziści niemieccy z pobudek ideologicznych dopuścili masowych egzekucji pacjentów cierpiących na choroby psychiczne będących zarówno obywatelami Niemiec, jak i krajów okupowanych, w tym Polski. W krajach totalitarnych m.in. ZSRR (zob. psychiatria represyjna w ZSRR) oraz czasach apartheidu w Południowej Afryce psychiatria była wykorzystywana jako narzędzie represji wobec dysydentów politycznych. Z kolei w krajach zachodnich narodził się ruch antypsychiatryczny, postrzegający zaburzenia psychiczne w kategorii mitu, którego członkowie uważali psychiatrię za narzędzie kontroli społecznej i domagali się zamknięcia szpitali psychiatrycznych. Z drugiej strony zachodnia psychiatria rozwijała się czerpiąc z dorobku Zygmunta Freuda, ojca psychoanalizy. Nastąpił rozwój wielu szkół i metod psychoterapeutycznych. Z czasem psychoterapia stała się integralną częścią leczenia psychiatrycznego w przypadku większości chorób. Na unowocześnienie psychiatrii duży wpływ wywarli wybitni badacze, tacy jak Emil Kraepelin, reformator klasyfikacji zaburzeń psychicznych, którą oparł na kryteriach anatomopatologicznych i przyczynowych. Istotna przemiana podejścia do chorych w psychiatrii polegała na stopniowym odchodzeniu od modelu instytucjonalnego psychiatrii (polegającego na leczeniu pacjentów w zamkniętych oddziałach szpitalnych) na rzecz psychiatrii środowiskowej (stawiającej sobie za cel umożliwienie pacjentom utrzymania przez nich ich ról społecznych, rodzinnych i zawodowych pomimo chorób). Równolegle do rozwoju psychiatrii przyczyniły się postępy w zakresie anatomii mózgu, neurofizjologii, farmakologii. Kluczowe dla skuteczności leczenia psychiatrycznego były odkrycia kolejnych leków. W 1949 r. odkryto, że węglan litu może służyć do leczenia zaburzeń afektywnych dwubiegunowych. W 1952 r. leczenie schizofrenii zostało zrewolucjonizowane poprzez zastosowanie pierwszego leku przeciwpsychotycznego, tj. chloropromazyny. Kolejnym bodźcem do rozwoju psychiatrii było wprowadzenie w 1980 r. neuroobrazowania oraz rozwój genetyki i biologii molekularnej (m.in. w 1995 r. zidentyfikowane zostały geny przyczyniające się do wystąpienia schizofrenii w chromosomie 6, natomiast geny wpływające na zaburzenia dwubiegunowe w chromosomach 18 i 21).

### XXI wiek
W 2013 r. w Polsce wprowadzenie Ustawy o postępowaniu wobec osób z zaburzeniami psychicznymi stwarzających zagrożenie życia, zdrowia lub wolności seksualnej innych osób uznane zostało w środowiskach psychiatrów za kontrowersyjne. Postulowano, iż sprowadzono w ten sposób instytucję psychiatrii – mającą służyć leczeniu – wbrew jej powołaniu do roli więzienniczej polegającej na prewencyjnym izolowaniu szczególnie groźnych przestępców, za co powinny odpowiadać inne instytucje państwowe.
W Polsce lekarze psychiatrzy są szkoleni w ramach dwóch specjalizacji: psychiatria i psychiatria dzieci i młodzieży. Konsultantem krajowym psychiatrii od 7 czerwca 2019 jest prof. dr hab. n. med Piotr Gałecki, a psychiatrii dzieci i młodzieży dr n. med. Aleksandra Lewandowska (od 3 maja 2022). Obie dziedziny medycyny w Polsce są priorytetowymi dziedzinami medycyny.
Pomimo ogólnopolskich dążeń do odejścia od leczenia instytucjonalnego na rzecz psychiatrii środowiskowej, problemem nadal pozostaje dostęp do opieki ambulatoryjnej i usług psychologa czy psychoterapeuty, a także przepełnienie szpitali i nadużywanie środków przymusu bezpośredniego.
Publikacja z 2010 roku umieściła Polskę na drugim miejscu w Europie pod względem częstości stosowania przymusu bezpośredniego. Preferowaną metodą było podanie pacjentowi leku. Zwrócono też uwagę na fenomen sięgania po kilka środków przymusu jednocześnie podczas jednej interwencji. Praca z 2017 wykazała, że wobec blisko 20% pacjentów hospitalizowanych w Dolnośląskim Centrum Zdrowia Psychicznego we Wrocławiu użyto przymusu bezpośredniego. Sondaż z 2021 roku potwierdził pozytywne nastawienie personelu psychiatrycznego w Polsce do przymusu bezpośredniego, wbrew światowym tendencjom do ograniczenia jego użycia. Ostatnio forsowane zmiany w Ustawie o Ochronie Zdrowia Psychicznego mówiły jedynie o zniesieniu konieczność zasięgnięcia opinii drugiego psychiatry w przypadku potrzeby przedłużenia przymusu bezpośredniego, nie odnosząc się do problemu jego nadużywania, co spotkało się z krytyką Rzecznika Praw Pacjenta: "W dalszym ciągu antidotum na agresję chorego jest stosowanie izolacji i unieruchomienia. Nie podejmuje się nawet próby, aby wprowadzać nowe, mniej opresyjne metody opanowania agresji osoby w kryzysie psychicznym".